# Thông tấn xã Trung ương Triều Tiên
Thông tấn xã Trung ương Triều Tiên (tiếng Triều Tiên: 조선중앙통신사, Phiên âm: Choseon Chung-ang Tongsinsa, chữ Hán: 朝鮮中央通信社, Hán-Việt: Triều Tiên Trung ương Thông tin xã, tên giao dịch quốc tế: Korean Central News Agency - viết tắt: KCNA) là cơ quan thông tấn nhà nước của Cộng hòa Dân chủ Nhân dân Triều Tiên. Cơ quan này thể hiện quan điểm của chính phủ Cộng hòa Dân chủ Nhân dân Triều Tiên cho cả độc giả trong và ngoài nước. Theo website chính thức của cơ quan này, Thông tấn xã Trung ương Triều Tiên là tiếng nói của Đảng Lao động Triều Tiên và Chính phủ Cộng hòa Dân chủ Nhân dân Triều Tiên. Nó được thành lập vào ngày 5/12/1946.
Thông tấn xã Trung ương Triều Tiên có các cơ quan thường trú tại Trung Quốc, Nga, Cuba, Ấn Độ, Iran, Ai Cập, và Nhật Bản.

## Tổ chức
KCNA là cơ quan tin tức duy nhất ở Triều Tiên. Hàng ngày KCNA cung cấp tin tức cho tất cả các tổ chức truyền tin trong nước bao gồm báo chí, phát thanh và truyền hình qua Đài Truyền hình Trung ương Triều Tiên và Đài Phát thanh Trung ương Triều Tiên. KCNA phu thuộc Ủy ban Phát thanh Trung ương Triều Tiên, kiểm soát bởi Ban Tuyên giáo và Cổ động Đảng Lao động Triều Tiên. Kể từ Tháng 12 năm 1996, KCNA cũng đưa tin qua internet với máy chủ web đặt tại Nhật Bản rồi đến Tháng 10 năm 2010 thì có trang web mới mở rộng lãnh vực tin tức không những tin quốc nội mà cả thê giới. Trang này được kiểm soát từ thủ đô Bình Nhưỡng.
Ngoài bản Tiếng Triều Tiên, KCNA còn phiên bản tiếng Anh, Nga và Tây Ban Nha. Trang web của KCNA bị cấm ở Hàn Quốc từ năm 2004; người dùng chỉ được truy cập nếu có giấy phép của nhà chức trách.. Ngoài phục vụ như một cơ quan tin tức, nó cũng sản xuất tóm tắt tin tức thế giới cho các quan chức Triều Tiên. Nó cũng bị cáo buộc để tiến hành thu thập thông tin bí mật.
Có trụ sở tại thủ đô Bình Nhưỡng, tại 1 Potonggang-dong, Quận Potonggang, KCNA có văn phòng tại một số thành phố. KCNA cũng có các thỏa thuận trao đổi báo chí với khoảng 46 cơ quan báo chí nước ngoài bao gồm Yonhap của Hàn Quốc. Tuy nhiên, các đối tác chủ yếu của nó là Itar-Tass và Tân Hoa Xã. KCNA có các phóng viên và văn phòng tại sáu quốc gia, bao gồm Nga và Trung Quốc. KCNA cũng hợp tác với Reuters và Associated Press, hai tổ chức có văn phòng tại Bình Nhưỡng. Các nhà báo KCNA đã đào tạo ở nước ngoài với BBC và Reuters. KCNA là thành viên của Tổ chức các Cơ quan báo chí Châu Á - Thái Bình Dương. Năm 2004, cơ quan này đã tuyển dụng 2.000 người. Theo trang web của mình, KCNA là "cơ quan ngôn luận của Đảng Lao động Triều Tiên và Chính phủ CHDCND Triều Tiên. Tổ chức này đã được mô tả là "cơ quan chính thức". Tháng 6 năm 1964 tại một trong những hoạt động chính thức đầu tiên của mình, Kim Jong-il đã đến thăm trụ sở KCNA và nói rằng cơ quan nên "tuyên truyền tư tưởng cách mạng của Lãnh tụ (Kim Il-Sung) rộng rãi trên toàn thế giới. Tuy nhiên, cơ quan này cũng được cho là cung cấp một cái nhìn sâu sắc duy nhất vào "tâm lý" của Triều Tiên.
Một cuộc nói chuyện được với các quan chức tại KCNA ngày 12/6/1964, vạch ra chức năng của hãng thông tấn:
Để trở thành một vũ khí tư tưởng mạnh mẽ của Đảng, Hãng thông tấn Trung ương Triều Tiên phải cung cấp một dịch vụ tin tức phù hợp với lý tưởng và mục tiêu của Lãnh tụ Vĩ đại, Đồng chí Kim Il-Sung. Thiết lập Juche vững chắc trong công việc của mình và thể hiện đầy đủ tinh thần của Đảng, tinh thần giai cấp công nhân và tinh thần phục vụ nhân dân. Nó phải chú ý nghiêm trọng đến từng từ, đến từng dấu chấm của các tác phẩm mà nó phát hành bởi vì chúng thể hiện quan điểm của Đảng và Chính phủ Cộng hòa của chúng ta.

## Chủ đề lặp lại
Các bài viết của KCNA thường xoay quanh một số chủ đề cụ thể (ví dụ trong phần tham khảo):
- Chi tiết các buổi biểu diễn của các sự kiện văn hóa, thường được tham dự bởi các quan chức khác nhau.
- Thông tin về các hành động và thái độ của Mỹ[16], Nhật Bản[17], Hàn Quốc[18] và các quốc gia khác, đặc biệt là liên quan đến hợp tác quân sự, các sự kiện lịch sử hoặc thương mại giữa các quốc gia đó. Các cuộc tấn công cá nhân vào các nhà lãnh đạo Mỹ, Nhật Bản và Hàn Quốc không được biết đến.
- Phát sóng vị thế CHDCND Triều Tiên chính thức về các tranh chấp đang diễn ra với Nhật Bản về những vấn đề như Chongryon[19] và Phụ nữ giải khuây.[20]
- Lưu ý việc cử hành các sự kiện và ý tưởng của CHDCND Triều Tiên ở các nước khác.[21]
- Kêu gọi thống nhất Bán đảo Triều Tiên theo tư tưởng Juche.
- Thúc đẩy sùng bái cá nhân với Kim Jong-un, Kim Jong-il và Kim Il-sung[8][22][23]. Những trường hợp như vậy sẽ nêu chi tiết các thói quen hàng ngày của các nhà lãnh đạo[24], hoặc khen ngợi từ các tổ chức thân thiện ở các nước khác[25][26][27].
- Những phát triển công nghệ mới, chẳng hạn như một chất bảo quản cho hoa Kimjongilia,[28] một loại thuốc trừ sâu và vòng lọc và vòng tay làm sạch máu mới, trong số những thứ khác.
- Tài liệu tham khảo cho các viện, nhóm hoặc trung tâm "để nghiên cứu ý tưởng Juche".

### Phong cách biên tập
KCNA sử dụng ngôn ngữ tiêu cực, chẳng hạn như "kẻ phản bội", "người hâm mộ" hoặc "cặn bã của con người", cho các chính phủ (đặc biệt là Hàn Quốc và Hoa Kỳ), các tổ chức hoặc cá nhân, những người chỉ trích chính phủ CHDCND Triều Tiên. Ngược lại, Kim Jong-un, Kim Jong-il và Kim Il-sung là những đặc điểm tích cực như "trí tuệ xuất sắc", "khả năng độc nhất vô nhị" hay "đức hạnh cao thượng".

### Kiểm duyệt
Sau khi thanh trừng và hành hình Jang Song-thaek, KCNA đã tiến hành hoạt động kiểm duyệt lớn nhất trên trang web của mình. Khoảng 35.000 bài báo cáo gốc tiếng Hàn đã bị xóa. Đếm bản dịch, tổng cộng 100.000 bài viết đã bị xóa. Ngoài ra, một số bài báo đã được chỉnh sửa để bỏ qua tên của ông ta. Không phải tất cả các bài viết đã xóa đều đề cập trực tiếp đến Jang Song-thaek